# 1666 van Gent
1666 van Gent è un asteroide della fascia principale. Scoperto nel 1930, presenta un'orbita caratterizzata da un semiasse maggiore pari a 2,1853855 UA e da un'eccentricità di 0,1827853, inclinata di 2,68577° rispetto all'eclittica.
L'asteroide è dedicato al suo scopritore.